# Зелигер, Хуго фон
Ху́го риттер фон Зе́лигер (устаревшее написание: Зеелигер, нем. Hugo Ritter von Seeliger; 23 сентября 1849, Бяла, ныне Бельско-Бяла, Польша — 2 декабря 1924, Мюнхен) — немецкий астроном, специалист по звёздной астрономии, астрофизике и небесной механике. Иностранный член-корреспондент Петербургской Академии наук (1913). Председатель Немецкого астрономического общества (1896—1921), президент Баварской академии наук (1919—1923).

## Биография
Учился в Гейдельберге и Лейпциге. Работал в обсерваториях Лейпцига, Бонна, Готы. В 1882—1924 годах был директором Мюнхенской обсерватории
Основываясь на звёздном каталоге «Боннское обозрение северного неба», произвёл статистическое исследование распределения звёзд в пространстве. Сформулировал гравитационный парадокс. Зелигер разрабатывал теорию новых звёзд, исследовал двойные и кратные звёзды и строение колец Сатурна. Сформулировал теорему, которая впоследствии получила его имя.
Зелигер был непримиримым противником теории относительности Эйнштейна.
За заслуги в астрономии был возведён в дворянское достоинство. Лунный кратер Зелигер назван в его честь. В его честь назван также астероид (892) Зелигерия, открытый в 1918 году. В честь жены Хуго фон Зелигера назван астероид (251) София, открытый австрийским астрономом Иоганном Пализой в 1885 году.

## Награды
- Орден Красного орла 3-го класса (1896, королевство Пруссия)
- Орден Гражданских заслуг Баварской короны рыцарский крест (1902, королевство Бавария), что давало личное дворянство и титул «Ritter von»
- Орден Гражданских заслуг Баварской короны рыцарский крест (1908, королевство Бавария),
- Орден Полярной звезды командорский крест I-го класса (1912, королевство Швеция)
- Орден «Pour le Mérite» в науке и искусстве (1915, королевство Пруссия)
- Орден Заслуг Святого Михаила 2-го класса со звездой (1917, королевство Бавария)